# Bharagonalia yalma
Bharagonalia yalma är en insektsart som beskrevs av Young 1986. Bharagonalia yalma ingår i släktet Bharagonalia och familjen dvärgstritar. Inga underarter finns listade i Catalogue of Life.